# Anabibia
Anabibia is een geslacht van rechtvleugeligen uit de familie veldsprinkhanen (Acrididae). De wetenschappelijke naam van dit geslacht is voor het eerst geldig gepubliceerd in 1956 door Dirsh.

## Soorten
Het geslacht Anabibia  is monotypisch en omvat slechts de volgende soort:
- Anabibia thoracica (Dirsh, 1956)